# Alberto Salas
Pour les articles homonymes, voir Salas.
Alberto Salas de Amo est un joueur espagnol de volley-ball né le 29 août 1988 à Soria (province de Soria). Il mesure 1,94 m et joue central. Il est international espagnol.

## Clubs
| Club               | De        | À         |
| ------------------ | --------- | --------- |
| Numancia CMA Soria | 2001-2002 | 2009-2010 |
| Unicaja Almería    | 2010-2011 | 2011-2012 |
| Numancia CMA Soria | 2012-2013 | ...       |

## Palmarès
- Championnat d'Espagne
  - Finaliste : 2004, 2006, 2011, 2012
- Coupe du Roi (1)
  - Vainqueur : 2008
  - Finaliste : 2004, 2005, 2007, 2011, 2012
- Supercoupe d'Espagne (2)
  - Vainqueur : 2010, 2011
  - Perdant : 2008